# ロバート・デイリー (作家)
ロバート・デイリー（Robert Daley、1930年 - ）は、アメリカ合衆国の小説家・ノンフィクション作家である。31冊の著書があり、そのうち6冊は映画化されている。また、100件以上の雑誌記事や物語を執筆している。

## 生涯
1930年にニューヨークで生まれた。1951年にフォーダム大学を卒業した。朝鮮戦争の間は空軍に所属していた。
NFLのニューヨーク・ジャイアンツの広報担当を6シーズン務めた。その後、『ニューヨーク・タイムズ』紙の外国記者を6年間務め、最初はニース、次にパリを拠点に、ヨーロッパと北アフリカの16か国で取材を行った。
1971年から1972年にかけて、ニューヨーク市警察の警察委員を務めた。この時期は、ニューヨーク市警の歴史の中でも特に波乱に満ちた時期だった。マフィア（コーサ・ノストラ）のドンが2人殺され、史上最大の宝石強盗事件が発生し、警察の汚職に関するナップ委員会の調査が警察の組織に大きな動揺をもたらし、黒人解放軍を名乗る武装集団によって4人の警察官が暗殺された。デイリーには35人の部下がいて、車と運転手が24時間体制で割り当てられていた。デイリーは、警察本部の内紛を間近で見て、警察の重大な意思決定に参加し、規制線の内側から犯罪現場を見た。デイリーは、これらの出来事を『ターゲット・ブルー』というノンフィクション小説にまとめ、その後も、警察の背景や警察本部の内部事情を利用した多くの小説を書いた。プロの作家がニューヨーク市警をその内側から見たのは初めてのことであり、デイリーは、この仕事を引き受けたことで期待以上のものを得たと後に語っている。
1978年のノンフィクション作品『プリンス・オブ・ザ・シティ』は、『ニューヨーク・タイムズ・ブックレビュー』が絶賛し、「欠陥のあるヒーローとしての警察官は、現代の小説においてよく登場し、絶大な人気を誇っているが、この作品ほどうまく表現されたことはない」と評した。デイリーの著書には『イヤー・オブ・ザ・ドラゴン』（同名の映画の原作）、『墮ちた証拠』（映画『NY検事局』の原作）などがあり、14か国語に翻訳されている。ロバートの作品の多くは、グランプリレース、オペラ、闘牛、宝探し、そしてニューヨーク市警など、自身が興味を持った対象を深く研究することから生まれている。
妻はフランス人であり、妻とともにニューヨーク郊外とフランス・ニースのアパートを行き来している。

## 作品

### 小説
- The Whole Truth (1967)
- Only a Game (1967)
- A Priest and a Girl (1969)
- Strong Wine, Red as Blood (1975)
- To Kill a Cop (1976) - 1978年の同名のテレビドラマ、1979年のテレビドラマ『特捜警部アイシャイド』の原作
- The Fast One (1978)
- Year of the Dragon (1981) - 1985年の映画『イヤー・オブ・ザ・ドラゴン』の原作
  - 日本語訳: 『イヤー・オブ・ザ・ドラゴン』田中梓訳
- The Dangerous Edge (1983)
- Hands of a Stranger (1985) - 1987年の映画『ハンズ・オブ・ザ・ストレンジャー』の原作
  - 日本語訳: 『レイプ』常盤新平訳
- Man with a Gun (1988)
  - 日本語訳: 『銃を持つ男』中上守訳
- A Faint Cold Fear (1990)
  - 日本語訳: 『熱く危険な国』真野明裕訳
- Tainted Evidence (1993) - 1996年の映画『NY検事局』の原作
  - 日本語訳: 『墮ちた証拠』大野晶子訳
- Wall of Brass (1994)
- Nowhere to Run (1996)
- The Innocents Within (1999)
- The Enemy of God (2005)
- Pictures (2006)
- The Red Squad (2012)

### ノンフィクション
- The World Beneath the City (1959)
- Cars at Speed (1961)
- The Bizarre World of European Sports (1962)
- The Cruel Sport (1963) - 1966年の映画『グラン・プリ』の原作
- The Swords of Spain (1965)
- A Star in the Family (1971)
- Target Blue: An Insider's View of the N.Y.P.D. (1973)
- Treasure (1977)
- Prince of the City: The True Story of a Cop Who Knew Too Much (1978) - 1981年の映画『プリンス・オブ・シティ』の原作
- An American Saga - Juan Trippe and his Pan Am Empire (1980)
- Portraits of France (1991)
- Writing on the Edge (2014)

### 詩
- MORE And Other Poems(2018)